# Mrazivé peklo
Mrazivé peklo (ang. titul: Yeti: Curse of the Snow Demon) je americko-kanadský televizní hororový film z roku 2008, který režíroval Paul Ziller.

## Děj
Fotbalový tým letící přes Himálaj sněhovou bouří spadne s letadlem v horách. Přeživším dochází zásoby a krutá zima je nutí rozhodovat se, jestli počkat na záchranu nebo najít pomoc. Ovšem neví o hladovém monstru toužícím po čerstvém mase, které je navštíví a odtáhne jedno z mrtvých těl. Nejen že teď musí v kruté zimě přetrvat, ale zároveň se nenechat ulovit.